# Batocera lamondi
Batocera lamondi là một loài bọ cánh cứng trong họ Cerambycidae.